# 23 floréal
23 germinal 23 prairial
Le tridi 23 floréal, officiellement dénommé jour de la bourrache, est le 233e jour de l'année du calendrier républicain.
C'était généralement le 12e jour du mois de mai dans le calendrier grégorien.